# Pecetto Torinese
Pecetto Torinese (Psè in torinese) è un comune italiano di 4 014 abitanti della città metropolitana di Torino in Piemonte.

## Geografia fisica
Il comune, situato su un declivio delle colline a sud-est di Torino, gode di un clima mite. È celebre per la produzione delle ciliegie. 
Negli ultimi decenni si è avuta una tendenza all'uso abitativo e residenziale per i torinesi che lavorano nell'area metropolitana, tanto che la sua popolazione a partire dal 1968 è quasi raddoppiata.
Il suo territorio è formato da una striscia lunga 5 km e larga poco meno di 2, che digrada dal Colle della Maddalena (situato ad un'altezza di 715 m) e dal monte Capra, al borgo San Pietro ai confini con Trofarello. Idrograficamente appartiene al bacino del Tepice e viene attraversato per tutta la sua lunghezza da tre piccoli corsi d'acqua che nascono a nord nella zona dell'Eremo e scendono verso Cambiano e Trofarello: il rio Costo, che prende il nome di torrente Gariglia, nel territorio della regione Garia; il rio Pontetto, che sgorga nella regione Fontanone, percorre la zona ovest del comune e cambia nome in rio Valle San Pietro, nelle vicinanze dell'omonima frazione e in rivo Crosso, in prossimità di Trofarello; infine il rio Martello che nasce nella omonima regione per mutare in torrente Canape, nelle vicinanze della Valle Canape e proseguire verso sud con il nome di rio Vajors, il cui nome deriverebbe da Ij ri dj'òss, che in piemontese significa "rio delle ossa", dal gran numero di soldati angioini che caddero vicino al fiume durante la battaglia di Gamenario del 1345, combattuta tra il Marchese del Monferrato e Roberto d'Angiò.
Il centro del paese sorge su di un poggio a 400 m s.l.m., in una posizione isolata rispetto all'Eremo e alla Maddalena.

## Storia

### Storia antica e toponimo
Uno dei più interessanti ritrovamenti archeologici del luogo è un muro di laterizio risalente all'epoca romana nella valle di Canape. Vicino a Pecetto sorgeva poi la pieve di Covacium, una località non più esistente, dove sono stati dissepolti, anche qui, resti risalenti all'epoca romana. L'antico toponimo compare per la prima volta nel 1152 in alcuni documenti: Picetum e la sua variante Pecieto, sui quali sono state formulate alcune ipotesi: lo storico Giovanni Flechia lo fece derivare da picea, il cui significato è abete, albero molto diffuso anticamente nelle colline circostanti il borgo, e suffragato dalla presenza di un pino verde, in un campo d'argento, nello stemma del comune. Un altro storico, il Serra dà un significato diverso indicando nella parola pecia l'origine del nome: pezza di terra in latino medioevale e per estensione: complesso di pecie o particelle di territorio distribuite a sorte.

### La fondazione
La fondazione ufficiale del borgo risale al XIII secolo, come emanazione del comune di Chieri, ma il ritrovamento di un picinum in un documento del 1040, relativo alla donazione di alcune terre eseguita dal marchese di Romagnano al monastero di San Silano di Romagnano ha fatto ipotizzare che possa essere esistito un precedente insediamento.
 La studiosa medievista Montanari Pesando ha però escluso questa possibilità: secondo la sua ipotesi, il toponimo non poteva essere altro che Picetum in relazione alla ricchezza di alberi di pino storicamente presenti nel territorio.

### Il dominio di Chieri
Le ipotesi di un insediamento precedente sono ancora da provare, ma è certo che la nascita del paese risale tra il 1224 e il 1227, quando gli abitanti di Covacium divennero cittadini chieresi a tutti gli effetti. Gli abitanti, esattamente 73, giurarono di offrire a Chieri prestazioni militari, la manutenzione dei fossati e il pagamento di una tassa annuale (la taglia) nel caso lo reclamasse il comune; vi era anche il curioso diritto di obbligare il trasferimento della residenza altrove, mentre il comune di Chieri si impegnava a comprare il luogo di trasferimento prescelto. Dovevano anche mantenere i loro obblighi nei confronti dei Conti di Biandrate, a cui Chieri era dal 1158 infeudata, ma decisa ad assorbirne i territori. Nel 1227 infatti, gli uomini di Covacium si trasferirono quindi nel territorio di Pecetto, dove era presente una torre, un ricetto posti a difesa di Chieri, e la Chiesa di Santa Maria. Tale operazione era volta, oltre a costringere i Conti di Biandrate a rinunciare agli ultimi luoghi rimasti, anche a ottenere, da parte degli abitanti, maggiori tutele d'ordine fiscale e sociale, che solo il comune di Chieri poteva garantirgli.

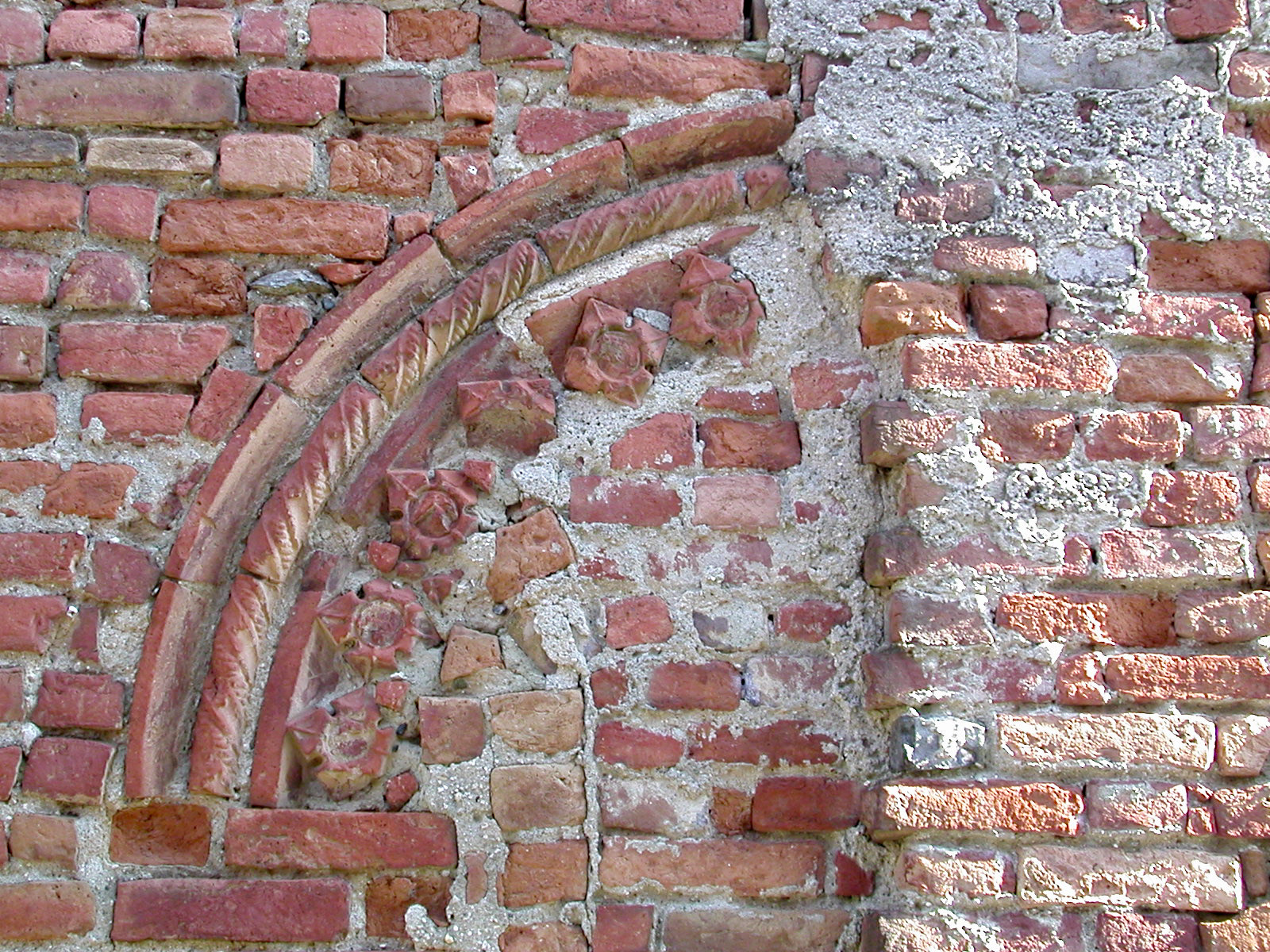
Resto di arco basso-medievale con decorazione in cotto, in via Costi

### L'inizio dei conflitti
I primi decenni del Duecento vedono l'inizio di conflitti devastanti: da una parte l'imperatore e dall'altra il papa. Nel 1228 Testona, alleata con Chieri e Asti nello schieramento imperiale, si staccò dall'alleanza per muovere guerra a Chieri e l'anno successivo a Pecetto. A questo attacco Chieri rispose mettendo a ferro e fuoco Testona, ma i pecettesi prenderanno parte solo successivamente alle scaramucce, precisamente nel dicembre del 1232, quando, guidati da Obertinus, distrussero campi e vigneti e  bruciarono il campanile, portandosi via due campane, i libri, i paramenti e i vasi sacri. Queste ultime azioni sacrileghe comportarono per Obertinus e tutti i suoi discendenti maschi, nati a Pecetto, la scomunica in aeternum, comminata da papa Gregorio IX.
Con il tempo Pecetto diventa il borgo principale della zona e già nel 1275 aveva inglobato diversi villaggi adiacenti, compresa l'antica Covacium. Al termine del XIII secolo i confini del comune erano quasi identici a quelli attuali ad esclusione di alcune zone poste a nord.

### La guerra tra le fazioni chieresi
Verso la fine del XIII secolo, Pecetto si vide coinvolta nelle scaramucce tra le due fazioni chieresi che si spartivano la città di Chieri: la Società di San Giorgio, che rappresentava la borghesia, e la Società dei Militi, in rappresentanza dell'aristocrazia. A causa di questo conflitto un certo Tommaso Surdo di Pecetto uccise l'assassino del padre per vendicarne la morte, un tal Iacomello Niello. Per evitare la vendetta, il Surdo si pose sotto la protezione della Società di San Giorgio, ma ciò nonostante fu raggiunto nel 1304 dai suoi nemici e ucciso.

### Il Rinascimento
Nel corso del XIV secolo, Pecetto vide il sorgere di una rivolta a causa della vendita del borgo ai Balbi, una illustre casata che comprendeva tre famiglie: gli stessi Balbo, i Bertone e i Simone. Dopo numerosi ricorsi e cause, nel 1360 i pecettesi ottennero di tornare sotto la diretta giurisdizione di Chieri.
La potenza dei Savoia si stava sempre più affermando a quei tempi, per cui, per sottrarsi ad un attacco del Marchese del Monferrato, la repubblica chierese, della quale anche Pecetto faceva parte, chiese e ottenne la protezione dell'emergente casato. Nel 1363, con un atto solenne, i chieresi concessero ad Amedeo di Savoia la signoria del loro territorio.
Nel 1542 per sottrarsi all'egemonia spagnola su Chieri, gli abitanti di Pecetto chiesero esplicitamente di diventare sudditi di Torino. È in questa occasione che Torino accolse la richiesta trasformando il nome in Pecetto Torinese. Ma con la Pace di Cateau-Cambrésis del 1559 e l'accordo di Blois del 1562 il duca Emanuele Filiberto rientrava in possesso dei suoi territori, tra cui Chieri che gli giurò fedeltà il 26 novembre 1562, e dal consegnamento della città, avvenuto due anni più tardi, risulta che Pecetto era tornata a far parte del suo mandamento.

### La dominazione sabauda

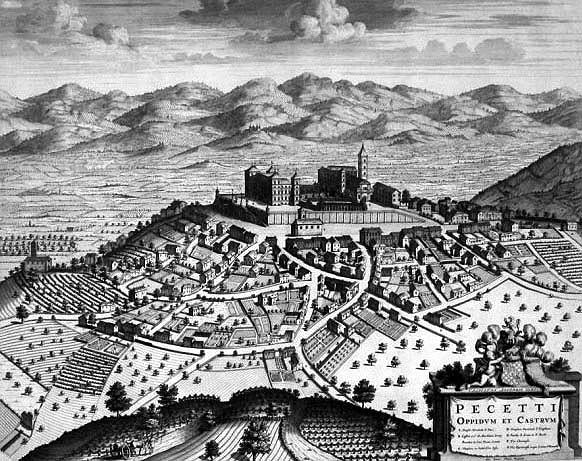
Vista di Pecetto - Theatrum Sabaudiae (1682)

Una volta passata Chieri sotto i Savoia, il duca Carlo Emanuele I, alla continua ricerca di soldi per sostenere le guerre, cedette in feudo Pecetto nel 1619 a Cristoforo di Cavoretto, che a sua volta lo cedette al barone Benedetto Cisa di Grésy. Nel 1713 il feudo passò a Gaspare Francesco Balegno e successivamente, nel 1722, venne concesso in feudo a Giovanni Enrico Marene: il fratello, il conte Pietro Tommaso, fu l'ultimo feudatario di Pecetto.
Una delle vedute contenute nel Theatrum Sabaudiae mostra un castello di Pecetto che non fu mai edificato; forse il progetto, se mai ve ne fu uno, ebbe come unico esito la costruzione dei bastioni che oggi sorreggono Villa Sacro Cuore, a fianco della chiesa parrocchiale.

### La rivoluzione francese
Gli echi della Rivoluzione francese giunsero anche a Pecetto: sulla piazza principale del borgo venne eretto l'albero della libertà, mentre alcuni frati del vicino convento dell'Eremo spaventati si diedero alla fuga. Nel 1799, con l'arrivo dell'esercito austro-russo, comandato dal Suvorov i pecettesi furono obbligati a ricevere il sedicente generale Branda Lucioni, generale in pensione dell'esercito austriaco che si era messo a capo di una banda di contadini contro i repubblicani. L'episodio venne registrato nei libri mastri del comune per via della spesa sostenuta: "lire 1214, soldi 4, denari 00".

### Simboli
Lo stemma è stato descritto e riconosciuto dal duca Carlo Emanuele I di Savoia con decreto del 13 marzo 1614:
È stato riconosciuto ufficialmente dallo Stato italiano con decreto del Capo del Governo del 29 maggio 1933.
Il gonfalone è un drappo partito di bianco e di verde.

## Monumenti e luoghi d'interesse

### La chiesa di San Sebastiano

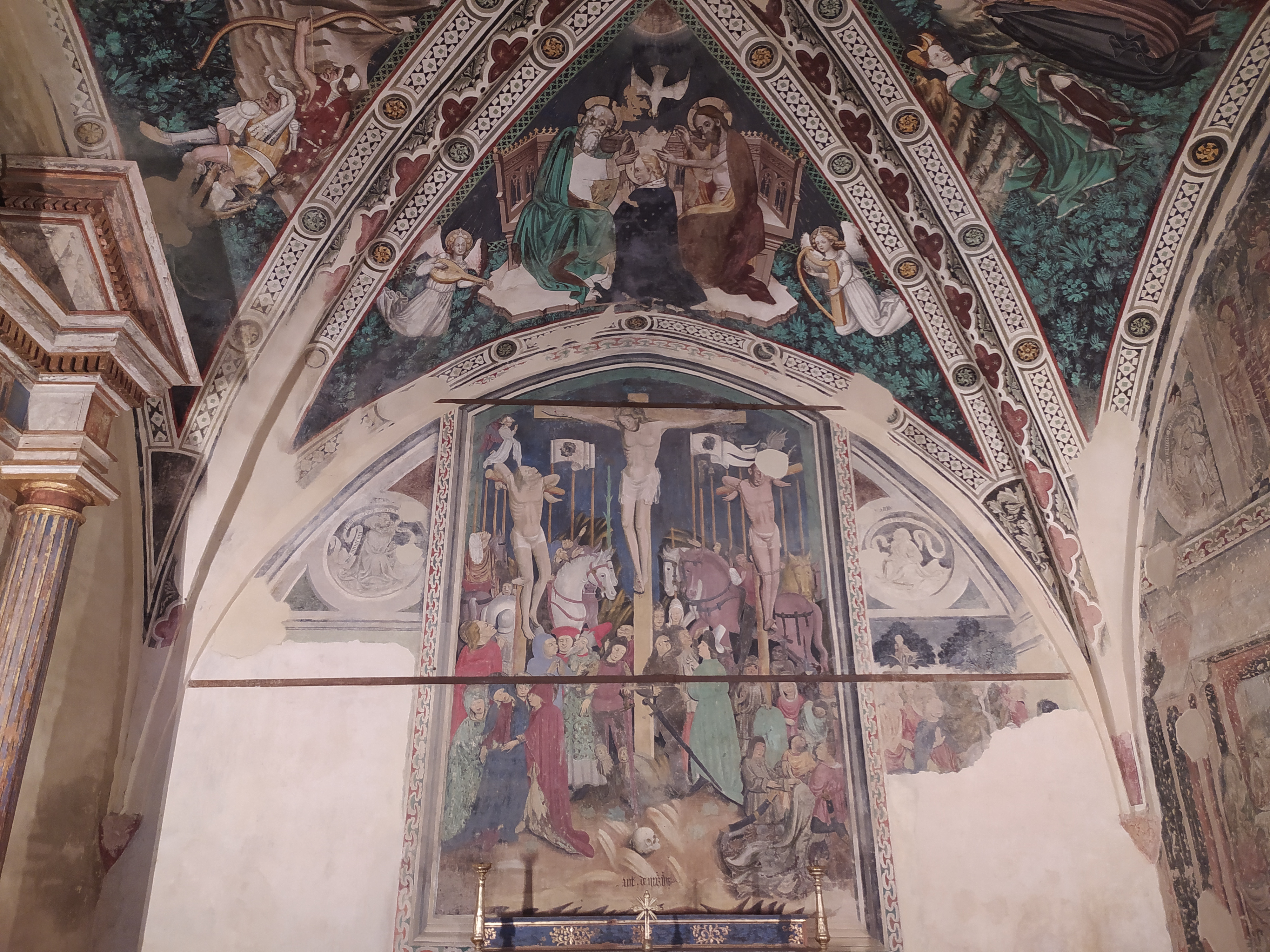
Crocifissione nella chiesa di S.Sebastiano

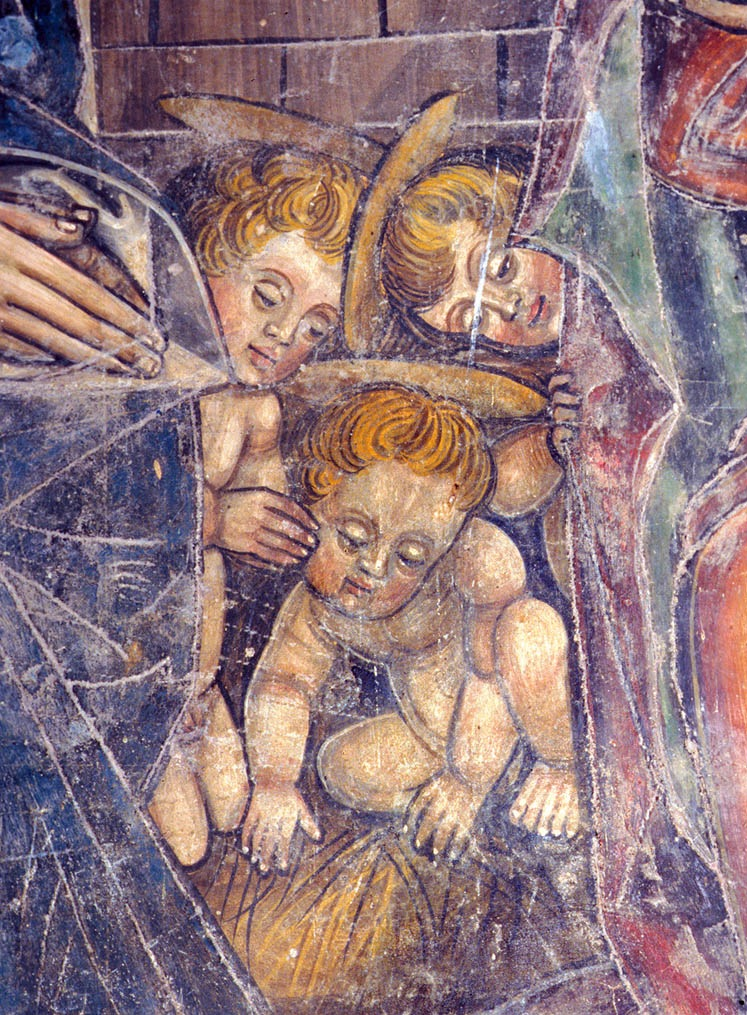
Chiesa di San Sebastiano, particolare della Natività attribuita a Jacopino Longo o ad un suo emulo

Il più importante edificio storico è la chiesa di San Sebastiano, che sorge su un poggio da cui parte la strada per Revigliasco Torinese. Potrebbe risalire agli inizi del Duecento e fu certamente quantomeno ristrutturata nel Quattrocento, ma il primo documento che ne parla risale solo al 1584, quando viene definita ecclesiam campestrem.
 Edificata in uno stile di transizione tra il romanico e il gotico, denuncia l'origine rustica nella semplicità della sua architettura, realizzata nel tipico cotto rosso della zona. Nella facciata si apre un modesto portale a sesto acuto incorniciato da un fregio in cotto, sovrastato da un oculo circolare. L'interno, composto da tre navate, ha la caratteristica particolare di essere impreziosito da un gran numero di affreschi risalenti ai secoli XV e XVI; alcuni di essi sono stati compromessi dal tempo e altri sono andati perduti, ma ciò che rimane è ancora di notevole impatto e, in qualche caso, di altissima qualità. Gli affreschi sono stati oggetto di una campagna di restauro tra il 2003 e il 2009.
Sulla parete di destra, entrando si trova un prestigioso affresco raffigurante la Natività, opera del pittore Jacopino Longo o di un suo emulo seguace della scuola di Macrino d'Alba: un'iscrizione in caratteri gotici svela il nome del committente: Bernardino di Canonicis e la data 1508. Nella stessa chiesa è presente un altro affresco del medesimo autore che rappresenta la'Assunzione di Maria Vergine.
La volta del presbiterio, suddivisa dai costoloni gotici in quattro scomparti triangolari, è affrescata con scene che raffigurano l'Incoronazione della Vergine, il Martirio di san Sebastiano, i Quattro Evangelista evangelisti e le Tentazioni di sant'Antonio; la perizia e lo stile dell'autore, forse il chierese Guglielmetto Fantini, lo avvicinano alla scuola del più celebre Giacomo Jaquerio.
Sulla parte di fondo si trova la imponente Crocefissione affrescata da Antonio de' Manzanis i cui personaggi indossano costumi del XV secolo.
Sempre nel presbiterio, sulla sinistra rispetto all'altare maggiore, è collocato un grande altare ligneo sovrastato da una tela dipinta nel 1631, che raffigura la Madonna col Bambino fra i santi Giuseppe, Sebastiano, Fabiano e Romualdo; di fronte, sulla parete di destra, si trovano due quadri di scuola lombarda che rappresentano l'Ultima cena e la Lavanda dei piedi. La navata sinistra è interamente affrescata con figure di santi: da notare nella volta a crociera della terza campata quattro episodi della Leggenda del miracolo di Santo Domingo de la Calzada, sulla lunetta un affresco con la Vergine che allatta il Bambino e, sul sottarco della seconda campata, l'immagine della Vergine con il Bambino.
Di fronte alla chiesa sorgono due cipressi che le conferiscono un inconfondibile aspetto e sono pertanto diventati parte della sua iconografia.

### Parrocchia di Santa Maria della Neve

La chiesa parrocchiale

L'attuale parrocchia di Santa Maria della Neve fu costruita tra il 1739 ed il 1742, su progetto dell'architetto Bernardo Antonio Vittone, utilizzando anche materiale di recupero proveniente da una chiesa preesistente. Oltre che dal campanile settecentesco, la chiesa è fiancheggiata dall'antica torre medievale del ricetto, risalente al XIII secolo, peculiarità che dona all'insieme architettonico un aspetto originale.
 L'interno è costituito da un'unica grande navata, con soffitto a botte, sulla quale si affacciano sei cappelle; conserva diverse sculture lignee provenienti dall'ormai distrutto eremo dei Camaldolesi, tra le quali, ai lati del presbiterio, due porte scolpite del XVII secolo, attribuite all'intagliatore camaldolese Carlo Amedeo Botto.
 In fondo all'abside si trova il maestoso quadro di Vittorio Amedeo Rapous con la Madonna circondata dai compatroni di Pecetto (Giacinto, Grato e Sebastiano). L'altare maggiore, disegnato dal Dell'Ala di Beinasco è realizzato in marmo nero intarsiato con pietre policrome di diversa provenienza. L'organo è di Giovanni Battista Concone.

### La chiesa della Confraternita dei Battuti

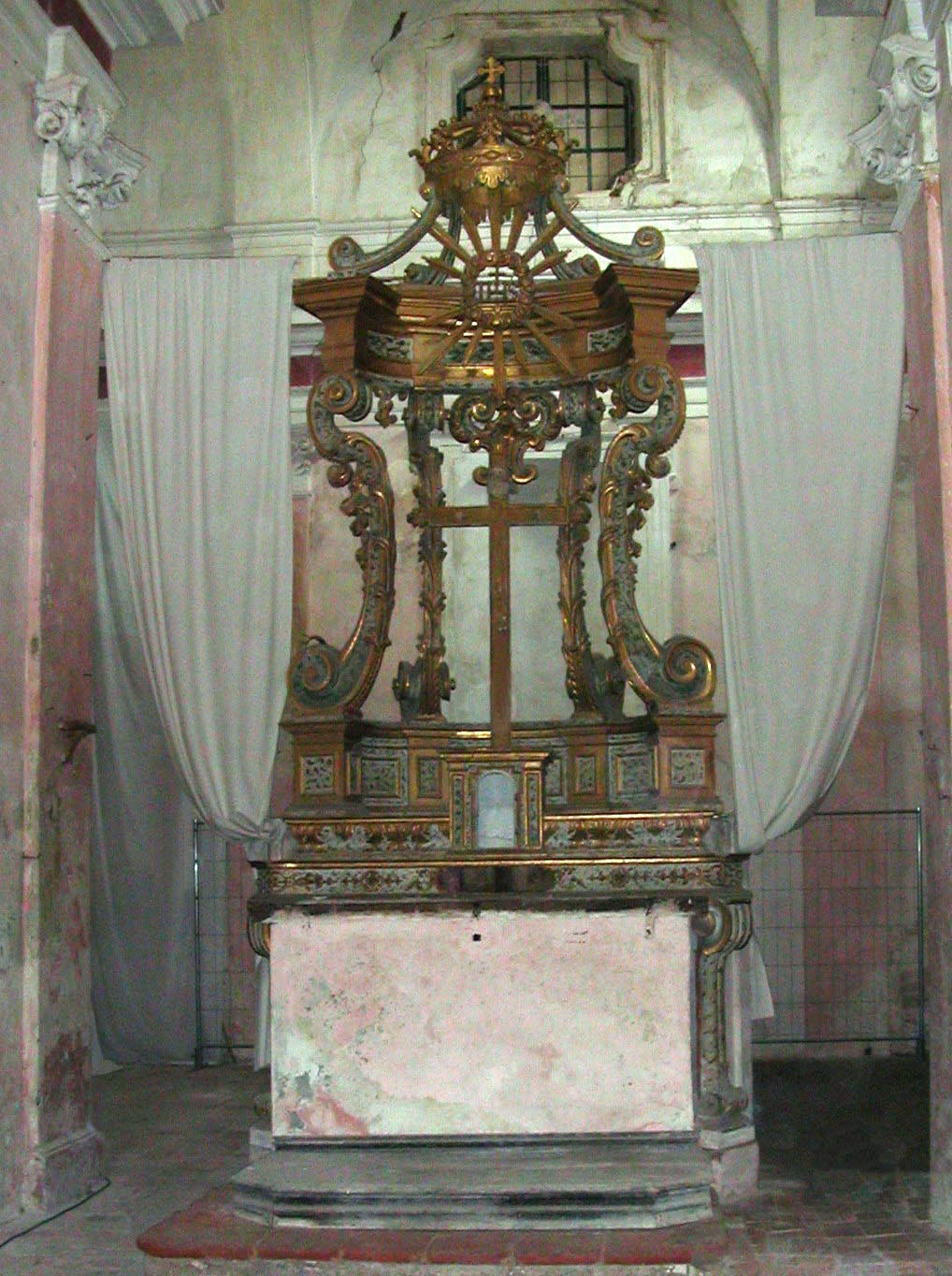
Chiesa dei Batù, altare ligneo settecentesco, prima dei restauri del 2011.

Nella piazzetta sottostante la parrocchiale si trova la chiesa della Confraternita dei Battuti Bianchi (o dei Batù, in dialetto), che fu costruita e ristrutturata a più riprese, nel corso di un secolo, tra il 1625 ed il 1736, sui progetti degli architetti Luigi Molinari D'Andorno e di Ludovico Perucchetti.
 All'interno, oltre ad un pregevole altare in legno dorato risalente al Settecento, opera dello scultore torinese Bosco, si conserva molto poco dei primitivi arredi, trafugati nel corso degli anni (dall'altare citato è stata persino asportata la porticina della nicchia in cui si conservava il Ss. Sacramento), ma sono tuttavia rimasti gli eleganti stucchi a suggerire la ricchezza dell'allestimento originale.

### Altri edifici di pregio
- Verso la strada che porta alla Valle Sauglio è situata la settecentesca Villa "il Ghiotti", detta anche "il Tarino", nota per aver ospitato Gegia Marchionni, amante di Silvio Pellico
- A Villa Bergalli invece, situata sul pendio del Bric della Croce, negli anni venti del Novecento, trascorreva le vacanze estive e autunnali la scrittrice Annie Vivanti
- Quasi al margine nord del confine comunale, poco distante dall'Eremo dei Camaldolesi, si trova la rimarchevole "cascina Margaria", già esistente all'inizio del XVIII secolo: adagiata al centro di vasto declivio erboso, testimonia la vocazione agricolo-pastorale dell'area.

### L'eremo dei Camaldolesi

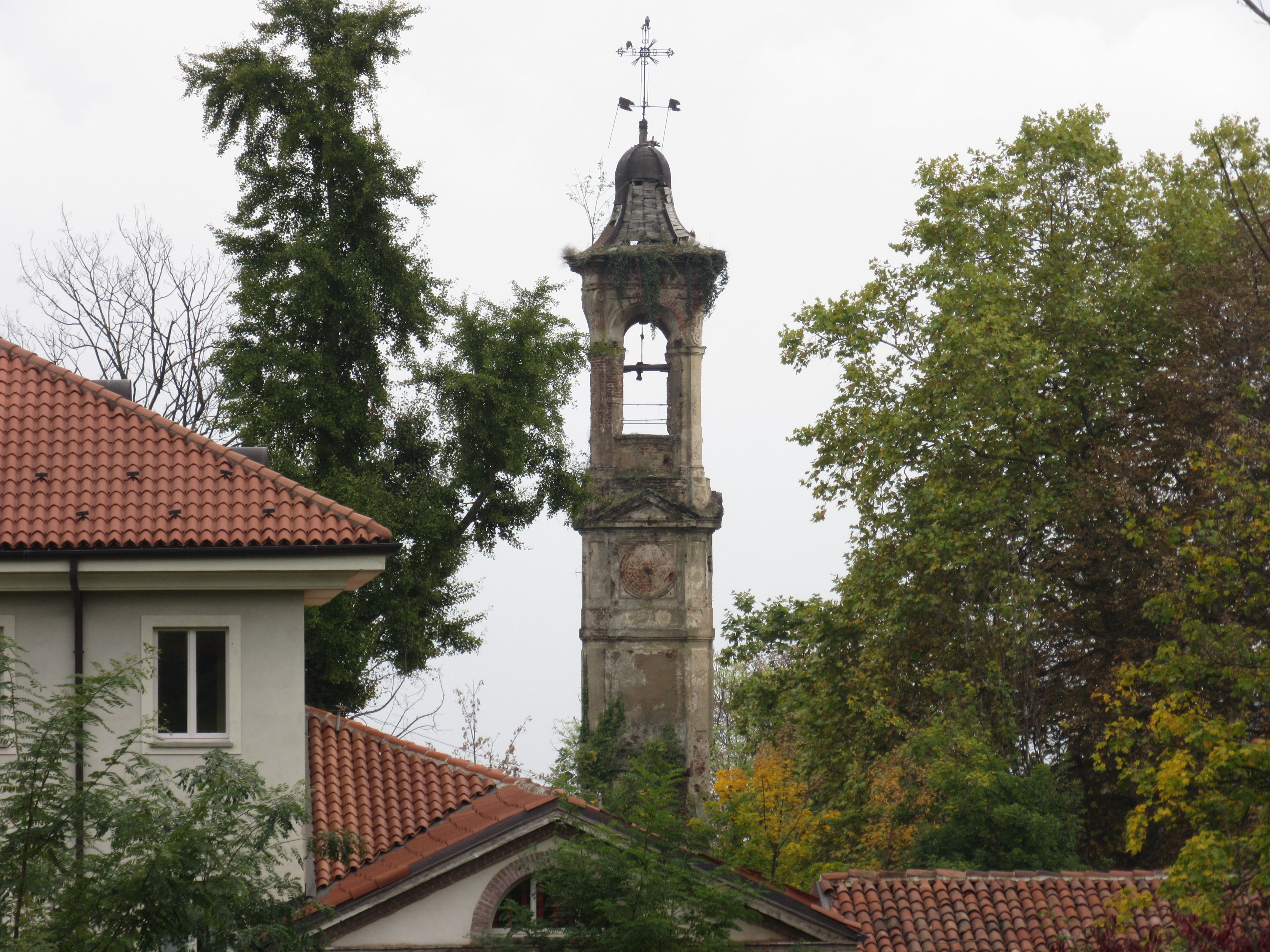
Il campanile barocco dell'Eremo dei Camaldolesi, in precarie condizioni di conservazione (2015)

Si tratta di una costruzione ad uso conventuale voluta da Carlo Emanuele I di Savoia che nel 1559 fece voto di erigere un grande convento se fosse terminata l'epidemia di peste che aveva colpito la zona. Nel 1601 affidò i lavori all'architetto Ascanio Vitozzi, che ebbero inizio nella località Monveglio. L'edificio sorse nel 1606, immerso in un parco ricco di pini, cipressi e cedri. Per ogni eremita l'architetto aveva previsto una casetta indipendente con un pozzo interno, una cella, un oratorio e un piccolissimo orto. Una chiesa bianca dominava le celle. Nei due secoli di vita del monastero vennero concentrate, oltre ad una ricca biblioteca, diverse opere d'arte: Beaumont, Bernero, Cignaroli, dei fratelli Pozzo, per non citarne che alcuni.
Nel 1801, con l'occupazione francese, ebbe inizio lo smantellamento. Nel 1809 fu messo all'asta ed acquistato dal banchiere Ranieri. Il monastero venne poi acquisito alla curia nel 1874, per essere adibito a sede estiva del seminario. I lavori di ristrutturazione fecero perdere completamente la fisionomia delle antiche vestigia.
 Oggi i resti della proprietà sono stati demoliti ed al suo posto sorge un edificio che ospita una residenza sanitaria assistenziale. Le uniche testimonianze dello splendore del passato sono il campanile e la cappella dell'Ordine dell'Annunziata.

#### La Torre dell'eremo

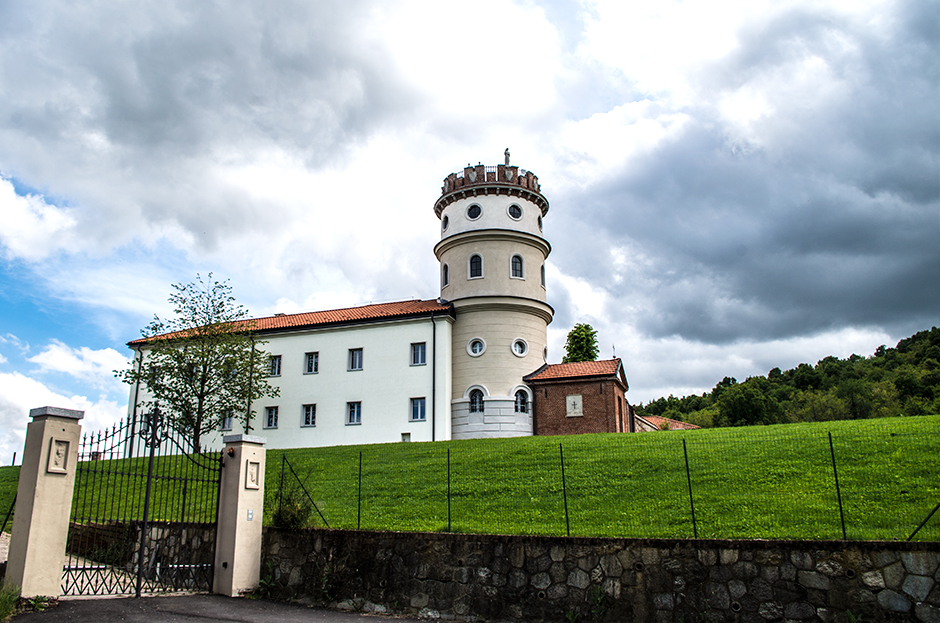
La "Torre dell'Eremo"

Poco distante dall'eremo, ma nettamente distinto da esso, si trova un complesso noto come "Torre dell'Eremo" per via della costruzione che lo caratterizza, non precedente al XVIII secolo.
Un tempo proprietà dalla Provincia Ligure e Piemontese dei padri somaschi, è stata da questi ultimi donata nel 2004 al Sermig, che ne ha promosso il recupero, dopo anni di abbandono.
Tra il 2008 e il 2009 è stato redatto, da un gruppo di professionisti architetti ed ingegneri, un progetto di recupero ed ampliamento del complesso della Torre dell'Eremo, con lo scopo di riqualificare il fabbricato e di modificarlo al fine di dargli una nuova destinazione d'uso che lo rendesse utilizzabile ed attivo. 
Il progetto di restauro prevedeva la demolizione (che fu autorizzata) della porzione che ospitava i servizi igienici poiché la sua collocazione, oltre a non essere congrua con la restante parte del complesso, impediva la visuale della torre, limitandone la percezione formale e di conseguenza l'identità originaria del complesso. In tutto il corpo di fabbrica sono stati rimossi tutti gli infissi in legno sostituiti con altri della stessa fattura.
Oltre a questi lavori sono state fatte delle modifiche interne al fine di garantire una migliore fruizione degli spazi.

### Il Bric San Vito

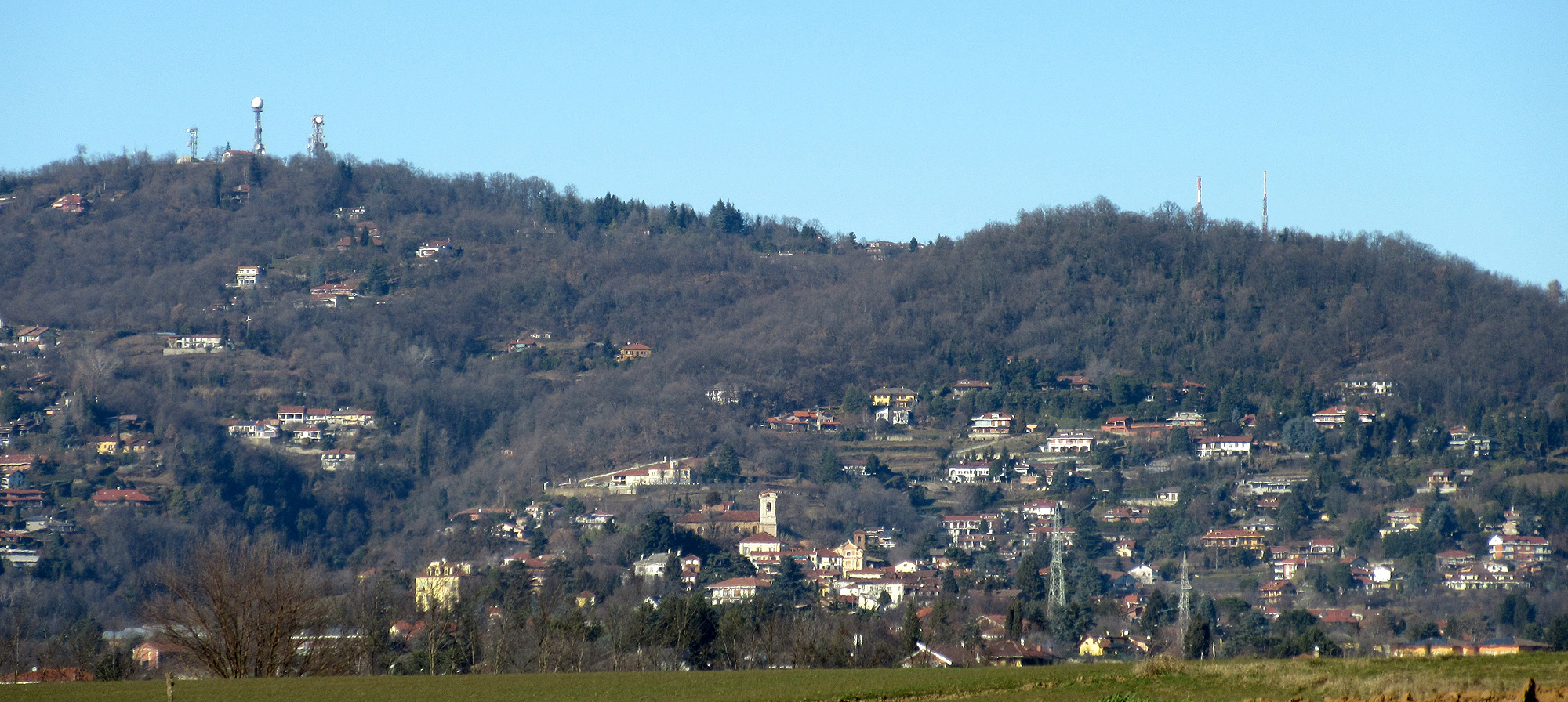
Bric della Croce (a sinistra), Pecetto (al centro) e il Bric San Vito (a destra)

Tra le alture che dominano Pecetto, il Bric San Vito (Bric San Vìter in piemontese) occupa un posto di rilievo, non solo perché è una delle più alte cime della zona (624 m s.l.m), ma soprattutto perché conserva le vestigia di un castello medievale, sorto sul medesimo luogo occupato, molti secoli prima, da un villaggio della popolazione celtoligure dei Taurini.

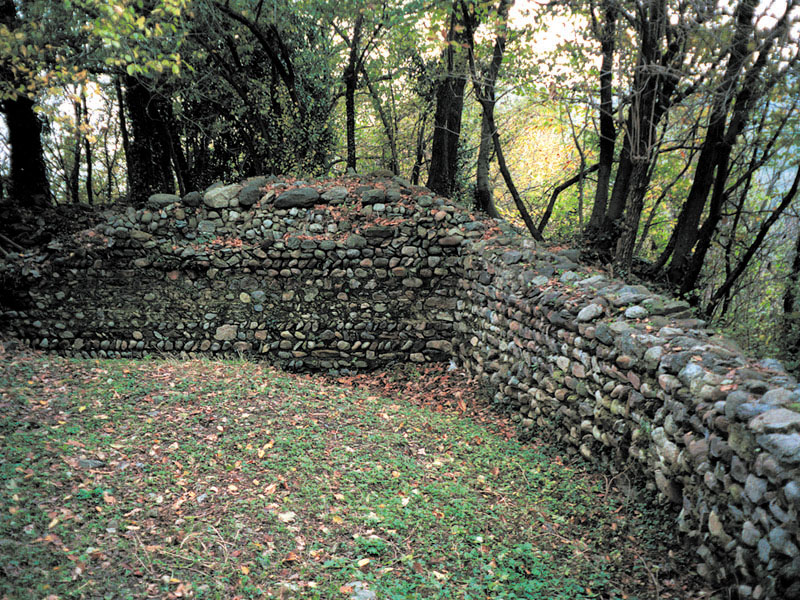
Bric San Vito, murature del castello medievale, angolo nord-ovest

Il sito archeologico è stato individuato nel 1991 dai volontari del Gruppo Archeologico Torinese (GAT), ispirati dalle ricerche del medievista Aldo Settia. Dopo i primi interventi di ricognizione e di pulizia dell'area, a cura dei volontari del GAT e del Gruppo Alpini sezione di Pecetto, il sito è stato indagato tra il 1994 e il 1996 dalla Soprintendenza Archeologica del Piemonte.
 Gli scavi hanno svelato una cronologia molto ampia che, partendo dal IV sec. a.C., attraversa l'epoca romana, poi quella longobarda, giungendo ai secoli centrali del medioevo e oltre. Nel X secolo il sito, difeso da un fossato a sviluppo elicoidale, venne fortificato con la realizzazione di un castello primitivo (di tipo berengariano), dotato di una grande torre e di un recinto murato che occupava tutta la sommità dell'altura. Le vetuste mura del castello medievale, realizzate in ciottoli legati con malta, sono ancora ben visibili in tutto il loro perimetro.
La fortificazione fu definitivamente abbandonata intorno al XIV secolo, per ragioni non ancora chiarite. Il sito continuò però ad essere frequentato, sebbene sporadicamente, nei secoli successivi. Le ultime testimonianze storico-archeologiche risalgono alla seconda guerra mondiale, quando la sommità dovette ospitare una postazione militare.
I reperti rinvenuti durante gli scavi archeologici, di grande interesse documentario, sono conservati presso il Museo di Antichità di Torino.
Durante le operazioni di ricognizione, nelle immediate vicinanze del Bric San Vito, immersi nel bosco, sono anche stati identificati i resti della piccola chiesa medievale dedicata a San Vittore e Corona, dalla quale l'altura ha mutuato il nome ("Vittore", in dialetto Vìter, è stato tradotto, in italiano, con "Vito"). Abbandonata già tra il XVI e il XVII secolo, oggi la chiesetta risulta completamente adeguata al suolo e non è facilmente ravvisabile.

## Società

### Evoluzione demografica
Negli anni tra il 1971 ed il 2001 la popolazione residente è raddoppiata.
Abitanti censiti

## Cultura

### Biblioteca
A Pecetto è presente la biblioteca comunale "Barbara Allason". Fondata nel 1976 grazie a un consistente nucleo di volumi donati da una cittadina, Gianna Talucchi Pallavicini, unito a un fondo di volumi storici a partire dal 1500, dal 5 marzo 2005 ha sede in piazza della Rimembranza 9, accanto alla parrocchia "Santa Maria della Neve". Essa fa parte del sistema bibliotecario SBAM e aderisce al progetto nazionale di promozione della lettura fin dalla nascita Nati per Leggere.
Svolge numerose attività culturali per tutte le età, fra cui il gruppo di lettura legato al Festival du Premier Roman de Chambery. Realizza eventi letterari serali e attività diurne per bambini che si trovano sul suo blog: https://bibliotecapecetto.wordpress.com/

## Economia
L'economia di Pecetto trova nella raccolta delle ciliegie la coltura di maggior reddito, mentre la coltivazione degli ortaggi e del frumento risponde in prevalenza alle esigenze locali. La particolare mitezza del clima consente inoltre la coltivazione del mandorlo, dell'olivo e dell'oleandro. 
L'inizio della raccolta delle ciliegie su vasta scala ebbe inizio nel 1910, anno in cui la grandine e fillossera distrussero i rigogliosi vigneti della zona. Il sindaco di allora Mario Mogna accolse il consiglio dell'amico Giovanni Giolitti che suggerì di sostituire le viti con piante di ciliegio. Le quasi 50.000 piante concentrate nel capoluogo e nella zona ai confini di Trofarello producono frutti di qualità pregiata: tra la ciliegia "vittona" e la varietà "galucio" nelle buone annate si possono raggiungere le 700 tonnellate di raccolto.

## Amministrazione

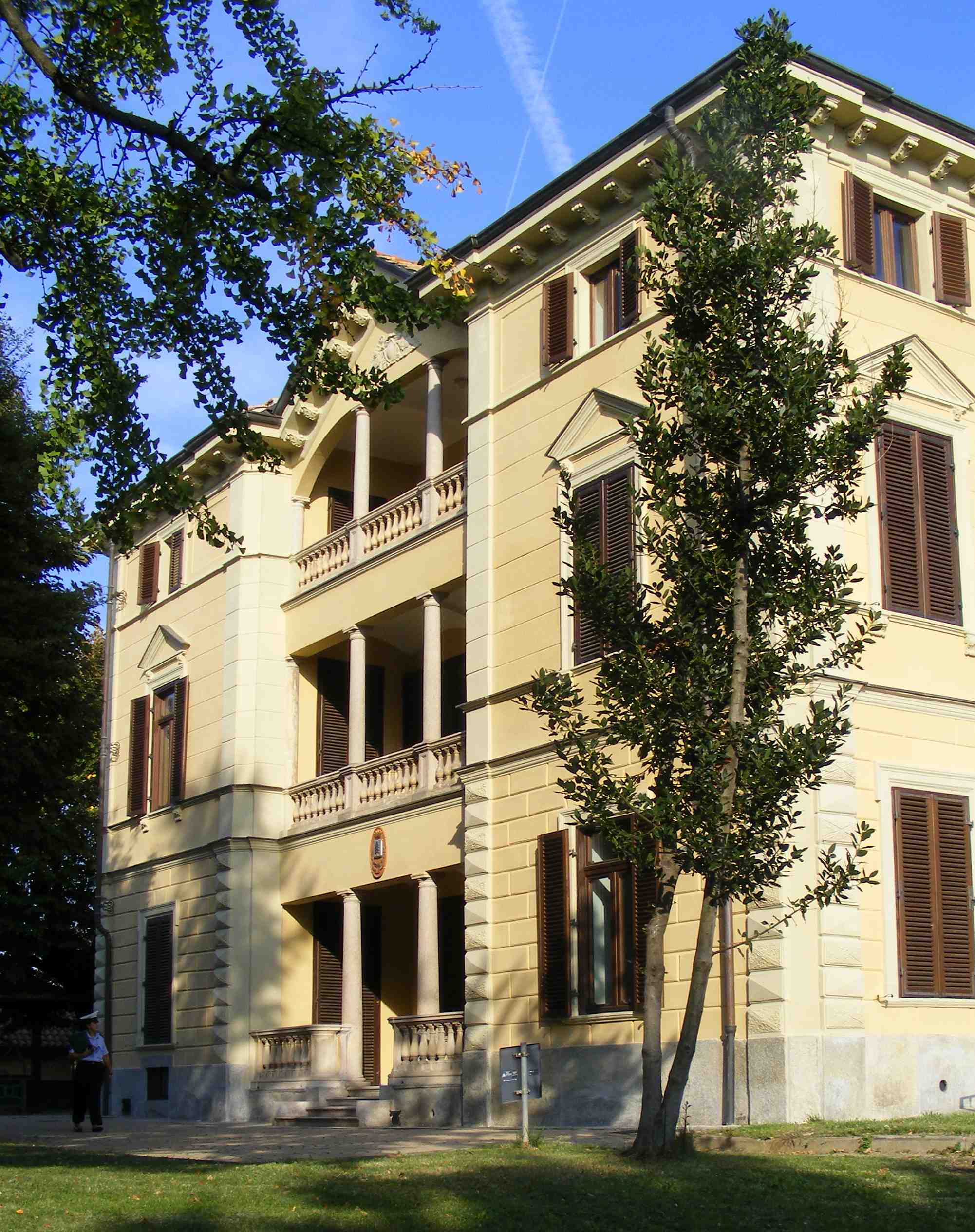
Il municipio

Di seguito è presentata una tabella relativa alle amministrazioni che si sono succedute in questo comune.
| Periodo        | Periodo        | Primo cittadino           | Partito                       | Carica  | Note   |
| -------------- | -------------- | ------------------------- | ----------------------------- | ------- | ------ |
| 13 giugno 1985 | 22 maggio 1990 | Giuliano Manolino         | lista civica                  | Sindaco | [ 18 ] |
| 22 maggio 1990 | 24 aprile 1995 | Giuliano Manolino         | lista civica                  | Sindaco | [ 18 ] |
| 24 aprile 1995 | 14 giugno 1999 | Giuliano Manolino         | -                             | Sindaco | [ 18 ] |
| 14 giugno 1999 | 14 giugno 2004 | Agostino Miranti          | lista civica                  | Sindaco | [ 18 ] |
| 14 giugno 2004 | 8 giugno 2009  | Agostino Giuseppe Miranti | lista civica                  | Sindaco | [ 18 ] |
| 8 giugno 2009  | 26 maggio 2014 | Adriano Pizzo             | lista civica                  | Sindaco | [ 18 ] |
| 26 maggio 2014 | 27 maggio 2019 | Adriano Pizzo             | lista civica Dimensione paese | Sindaco | [ 18 ] |
| 27 maggio 2019 | 10 giugno 2024 | Renato Filippa            | lista civica Dimensione paese | Sindaco | [ 18 ] |
| 10 giugno 2024 | in carica      | Adriano Pizzo             | lista civica Dimensione paese | Sindaco | [ 18 ] |